# Tichit

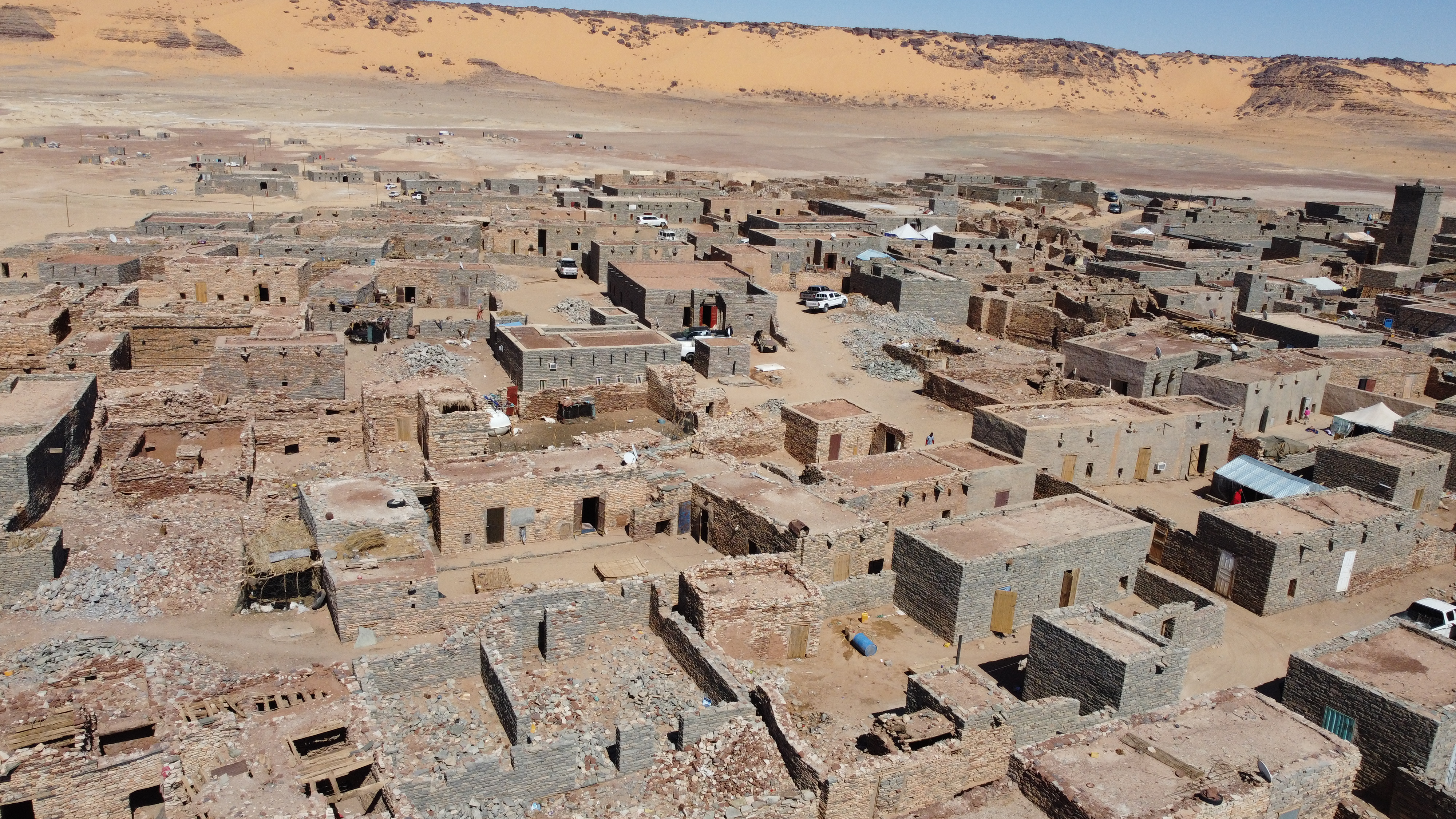
Fotografía aérea a la ciudad antigua de Tichit

Tichit (18°25′10″N 9°28′9″O / 18.41944, -9.46917) (en árabe: تيشيت) es una ciudad y un departamento administrativo de la región mauritana de Tagant, a los pies de la meseta que ocupa el territorio. Fue fundada alrededor del 1150 y es conocida por su arquitectura hecha de barro y paja. Su economía está basada en el dátil.
- Datos: Q985527
- Multimedia: Tichitt / Q985527